# Jean-Jacques Ponterie-Escot
Jean-Jacques Ponterie-Escot est un homme politique français né en 1754 à Prigonrieux (Dordogne) et mort le 28 décembre 1819.

## Biographie
Juge de paix du canton de Laforce et maire de Bergerac, il est élu député de la Dordogne au Conseil des Cinq-Cents le 26 vendémiaire an IV. Il démissionne le 30 pluviôse an V et est réélu le 26 germinal an VII. Il est mêlé, sous le Premier Empire, à une affaire criminelle retentissante, où il est accusé du meurtre d'un soupirant de sa fille.

## Sources
- « Jean-Jacques Ponterie-Escot », dans Adolphe Robert et Gaston Cougny, Dictionnaire des parlementaires français, Edgar Bourloton, 1889-1891 [détail de l’édition]